# Courchevel

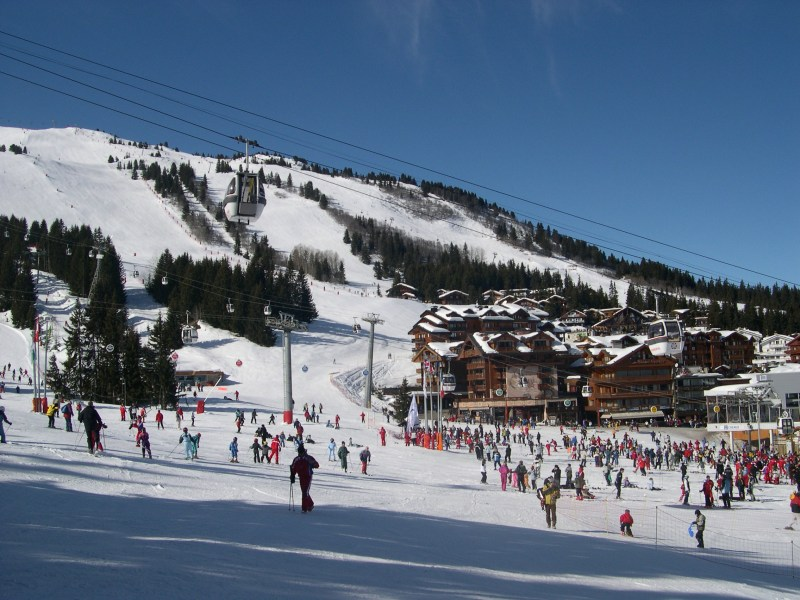
Courchevel 1850 je nejvyšší a nejznámější bod lyžařského střediska Courchevel

Courchevel je lyžařské středisko nacházející se nedaleko obce Saint-Bon-Tarentaise ve Francouzských Alpách. Leží v údolí Tarentaise v regionu Rhône-Alpes. Lyžařské středisko Courchevel tvoří součást skiareálu Les Trois Vallées, který patří k největším na světě. Courchevel je také označení pro lyžařské vesnice skiareálu, jejichž názvy jsou dále doplněny o nadmořskou výšku: Courchevel 1300 (Le Praz), Courchevel 1550, Courchevel 1650 (Moriond) a Courchevel 1850. Centrum lyžařského střediska se nachází v nadmořské výšce 1747 m n. m. Jsou zde také pořádány závody Světového poháru v alpském lyžování. Nedaleko se také nachází letiště Courchevel.

## Historie

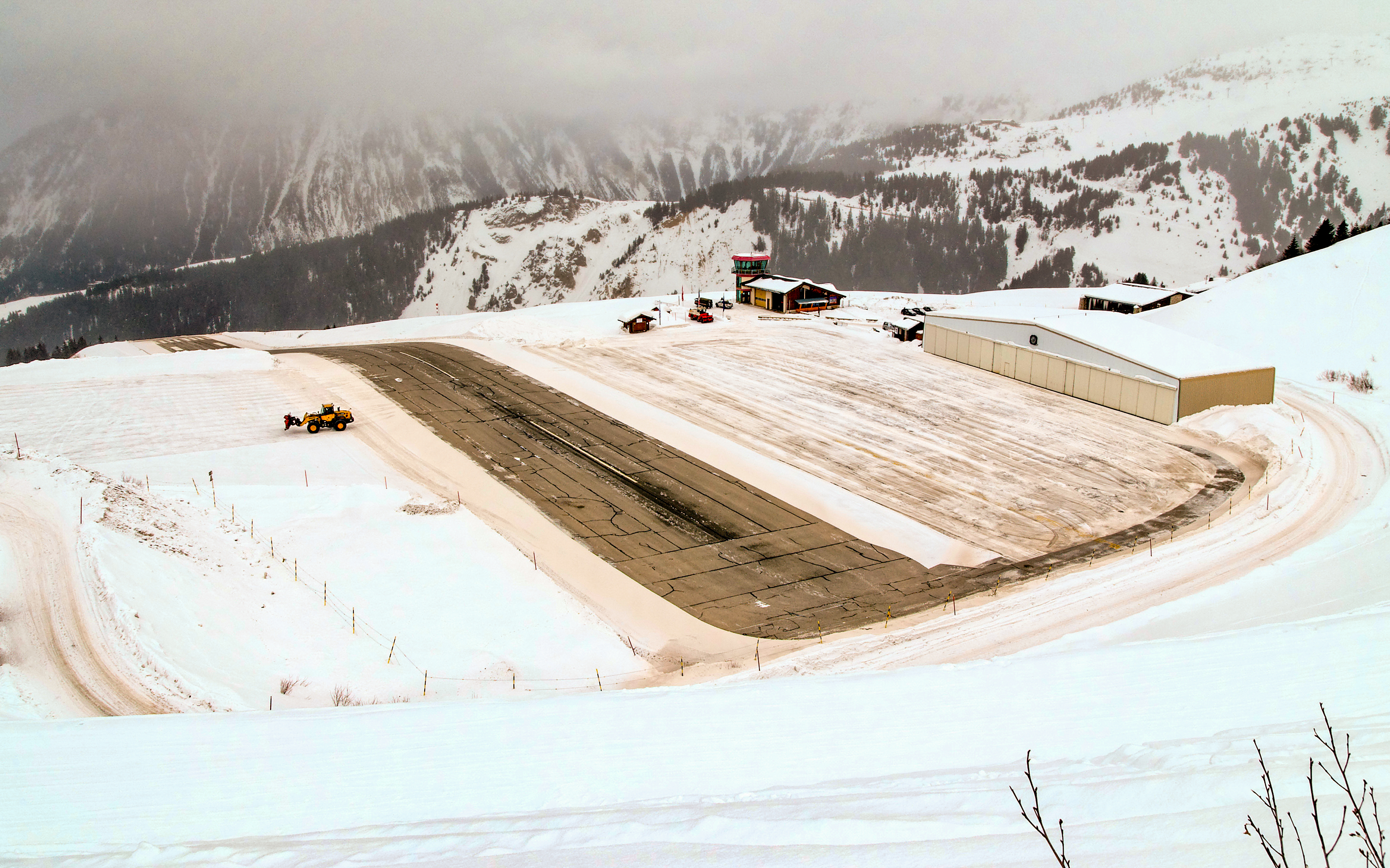
Letiště Courchevel

Výstavba lyžařského střediska zde byla plánována původně již v průběhu druhé světové války v období Vichistické Francie. Studii v roce 1942 vypracoval architekt Laurent Chappis. V poválečných letech se stalo středisko Courchevel 1850 významné především tím, že bylo jako první středisko ve Francii vybudováno na novém místě a nebylo soustředěno do blízkosti existující obce.

## Lyžování
V údolí Tarentaise se nachází největší počet lyžařských středisek na světě. Mezi nejznámější skiareály patří Paradiski (Les Arcs, La Plagne) nebo Espace Killy (Val-d'Isère, Tignes). V minulosti bylo plánováno propojit všechna lyžařská střediska v jeden rozsáhlý skiareál, tento plán však byl zamítnut s vytvořením národního parku Vanoise. Součástí lyžařského střediska Courchevel je také komplex budov La Tania, který sloužil během Zimních olympijských her 1992 jako ubytovací zařízení. V části La Praz probíhaly soutěže ve skocích na lyžích a v lokalitě Tremplin du Praz probíhaly skokanské soutěže sdruženářů. V části střediska Courchevel 1850 zde existoval skokanský můstek.